# أليساندرو جيانيسي
أليساندرو جيانيسي (بالإيطالية: Alessandro Giannessi) مواليد 30 مايو 1990 في لا سبيتسيا، هو لاعب كرة مضرب إيطالي يلعب باليد اليسرى. أعلى مركز له في تصنيف رابطة محترفي كرة المضرب في الفردي كان المركز الـ 126 في سنة 2012.

### التحديثات الأخيرة (حتى يونيو 2024):
تراجع أداء جيانيسي تنافسيًا بعد عام 2015، حيث لم يتمكن من الحفاظ على وجوده في بطولات ATP الرئيسية أو التأهل لبطولات الجراند سلام. في السنوات الأخيرة، اقتصرت مشاركاته على منافسات Challenger وFutures، مع غياب شبه كامل عن تصفيات البطولات الكبرى. انخفض تصنيفه في الفردي إلى ما خارج الـ500 عالميًا، بينما في الزوجي لم يسجل ظهورًا مؤثرًا منذ 2013. بلغ إجمالي جوائزه المالية حوالي 600,000 دولار بحسب سجلات الرابطة.

## روابط خارجية
- أليساندرو جيانيسي على موقع رابطة محترفي التنس (الإنجليزية)
- أليساندرو جيانيسي على موقع الاتحاد الدولي لكرة المضرب (الإنجليزية)
- أليساندرو جيانيسي على موقع كأس ديفيز (الإنجليزية)
- أليساندرو جيانيسي على موقع خلاصة التنس.كوم (الإنجليزية)
- أليساندرو جيانيسي على موقع إي إس بي إن.كوم (الإنجليزية)